# Varlam Șalamov
Varlam Tihonovici Șalamov (în rusă Варлам Тихонович Шаламов; n. 5/18 iunie 1907, Vologda, Imperiul Rus – d. 17 ianuarie 1982, Moscova, RSFS Rusă, URSS) a fost un poet și prozator rus, de la care au rămas mărturii despre viața de zek, scrise cu atâta percutanță încât numele său urmează imediat după al lui Soljenițîn în ce privește arta de a scrie despre Arhipelagul Gulag.

Din 1926, Facultatea de Drept din Moscova. Primele poezii, influențate de Pasternak.
1929-1932 – Deținut pe Insulele Solovețki⁠(d) și în Uralul de Nord pentru a fi contribuit la difuzarea testamentului lui Lenin.
12 ianuarie 1937 - arestat și condamnat la 5 ani de muncă silnică (articolul 58 aplicat aici pentru troțkism) la minele de aur ale Kolîmei (unde mortalitatea în lagăre a fost de 1/3, pierind 3 milioane de deținuți), regiune din nord-estul îndepărtat al Siberiei, condamnare prelungită în 1942.
1951 – eliberat fără dreptul de a părăsi regiunea.
noiembrie 1953 – se întoarce din Kolîma, dar nu are voie să stea în Moscova până în 1956, iar de tipărit nu poate tipări decât versuri.
Povestiri din Kolîma sunt scrise în 1954-1973 și difuzate prin samizdat, ediții selective apărând în 1978 la Londra, în 1980 la Paris (în limba rusă), în 1966 și 1981 la New York, în 1987 în URSS. Sunt șase cicluri de mărturii zguduitoare despre viața în lagărele Kolîmei.
1979 – orb și surd, este internat într-un azil de bătrâni.
1982 – moare la 17 ianuarie, în condiții stranii, transferat într-un azil psihiatric.

## Opere
- Varlam Șalamov, Povestiri din Kolîma, Ed. Minerva, BPT, 1993